# 도봉구청장
도봉구청장은 서울특별시 도봉구의 구청장이다.

## 역대 도봉구청장
| 구분     | 성명           | 재임기간                          | 비고                                     |
| -------- | -------------- | --------------------------------- | ---------------------------------------- |
| 1        | 박종문(朴鍾文) | 1973년 7월 1일~1974년 11월 15일   | 초대 도봉구청장                          |
| 2        | 김택수(金澤洙) | 1974년 11월 16일~1976년 2월 26일  |                                          |
| 3        | 한백(韓栢)     | 1976년 2월 27일~1977년 9월 1일    |                                          |
| 4        | 강정희(姜正熙) | 1978년 9월 2일~1978년 9월 27일    |                                          |
| 5        | 정영섭(鄭永燮) | 1978년 9월 28일~1979년 6월 22일   |                                          |
| 6        | 한남영(韓南永) | 1979년 6월 23일~1980년 7월 27일   |                                          |
| 7        | 류중호(柳重浩) | 1980년 7월 28일~1981년 11월 9일   |                                          |
| 8        | 신성호(申星浩) | 1981년 11월 10일~1982년 12월 20일 |                                          |
| 9        | 김영만(金英萬) | 1982년 12월 21일~1984년 1월 14일  |                                          |
| 10       | 신성호(申星浩) | 1984년 1월 15일~1985년 3월 14일   |                                          |
| 11       | 이재환(李在煥) | 1985년 3월 15일~1989년 2월 13일   | 서울시시설관리공단이사장에 임명되어 공석 |
| 직무대리 | 이경배(李慶培) | 1989년 2월 14일~1989년 2월 16일   |                                          |
| 12       | 배병호(裴炳昊) | 1989년 2월 17일~1991년 7월 25일   |                                          |
| 13       | 반충남(潘忠男) | 1991년 7월 26일~1993년 3월 18일   |                                          |
| 14       | 최선길(崔仙吉) | 1993년 3월 19일~1993년 10월 28일  |                                          |
| 15       | 김익수(金益洙) | 1993년 10월 29일~1993년 12월 16일 |                                          |
| 16       | 장정식(張正植) | 1993년 12월 17일~1994년 12월 6일  |                                          |
| 17       | 강성환(姜性煥) | 1994년 12월 7일~1995년 3월 28일   |                                          |
| 18       | 심장석(沈長錫) | 1995년 3월 31일~1995년 6월 30일   | 관선 마지막 도봉구청장                   |
| 19       | 유천수(柳千秀) | 1995년 7월 1일~1998년 6월 30일    | 민선 1기                                 |
| 20       | 임익근(林翼根) | 1998년 7월 1일~2002년 6월 30일    | 민선 2기                                 |
| 21       | 최선길(崔仙吉) | 2002년 7월 1일~2006년 6월 30일    | 민선 3기                                 |
| 22       | 최선길(崔仙吉) | 2006년 7월 1일~2010년 6월 30일    | 민선 4기                                 |
| 23       | 이동진(李東秦) | 2010년 7월 1일~2014년 6월 30일    | 민선 5기                                 |
| 24       | 이동진(李東秦) | 2014년 7월 1일~2018년 6월 30일    | 민선 6기                                 |
| 25       | 이동진(李東秦) | 2018년 7월 1일~2022년 6월 30일    | 민선 7기                                 |
| 26       | 오언석(吳彦錫) | 2022년 7월 1일~                   | 민선 8기                                 |

## 같이 보기
- 도봉구청장 선거